# Strana demokratickej ľavice (1990)
Strana demokratickej ľavice (zkratka SDĽ, česky Strana demokratické levice) byla slovenská politická strana existující v letech 1990–2004. Vznikla v roce 1990 osamostatněním Komunistické strany Slovenska, která v následujících měsících změnila název a přetransformovala se v sociálnědemokratickou stranu. Do roku 2002 působila ve slovenském parlamentu. V roce 2004 se sloučila se stranou SMER.

## Historie
Strana demokratické levice vznikla v roce 1990 transformací Komunistické strany Slovenska (KSS), která byla územní organizací Komunistické strany Československa (KSČS). Jako samostatná strana byla zaregistrována 28. září 1990, nadále však zůstala ve svazku s KSČS a až do roku 1991 byla součástí česko-slovenské federace s Komunistickou stranou Čech a Moravy. Reformně orientovaní členové KSS pod vedením Petera Weisse stranu postupně změnili na sociálnědemokratické uskupení. K 1. prosinci 1990 změnili název, z původní Komunistické strany Slovenska se stala KSS – Strana demokratickej ľavice. V lednu 1991 bylo rozhodnuto o vypuštění první části odkazující na komunistickou minulost, od té doby tak název zněl Strana demokratickej ľavice. Tehdy zároveň došlo k nutnosti podat nové přihlášky do SDĽ, čímž se strana odstřihla od velké části svých komunistických členů.
Zanikla po neúspěchu v parlamentních volbách v roce 2002. Dne 31. prosince 2004 se sloučila se stranou SMER.

## Volební výsledky
Volební výsledky z voleb do NR SR (do r. 1993 SNR), kterých se SDĽ zúčastnila.
| Volby | Uskupení          | Počet hlasů | Hlasy v % | Počet mandátů | Parlamentní postavení           |
| ----- | ----------------- | ----------- | --------- | ------------- | ------------------------------- |
| 1990  | KSS *             | 450 855     | 13,35 %   | 22            | Opozice                         |
| 1992  | SDĽ               | 453 203     | 14,70 %   | 29            | Opozice / koalice ** s DÚ a KDH |
| 1994  | Společná volba*** | 299 496     | 10,41 %   | 18            | Opozice                         |
| 1998  | SDĽ               | 492 507     | 14,66 %   | 23            | Koalice s SDK, SMK a SOP        |
| 2002  | SDĽ               | 39 163      | 1,36 %    | 0             | Neúčast v Národní radě          |

* Voleb se zúčastnila Komunistická strana Slovenska, územní organizace Komunistické strany Československa. Ještě během roku 1990 se přetransformovala z marxisticko-leninistické strany na stranu sociálně demokratickou a změnila si název nejprve na Komunistická strana Slovenska – Strana demokratické levice (od 1. 12. 1990), později na Strana demokratické levice (od 1. 2. 1991).
** Po pádu vlády Vladimíra Mečiara od 15. března 1994 do dne předčasných voleb 30. září 1994 vytvořilo SDĽ vládní koalici s Demokratickou unií Slovenska a Křesťanskodemokratickým hnutím.
*** V předčasných volbách do NR SR kandidovala SDĽ v rámci koalice čtyř politických stran (SDĽ, Sociálně demokratická strana Slovenska, Strana zelených na Slovensku a Hnutí zemědělců Slovenské republiky) pod názvem Společná volba. Koalice Společná volba získala ve volbách 10,41% hlasů a 18 mandátů v parlamentu. Bylo to jen velmi těsně nad hranici 10 % potřebnou pro vstup čtyřkoalice do parlamentu a o 4% méně než získala samotná SDĽ ve volbách 2 roky předtím. Předčasné volby v roce 1994 se uskutečnily hlavně kvůli nátlaku SDĽ na další tehdejší vládní strany po pádu vlády Vladimíra Mečiara. SDĽ si od tohoto kroku slibovala posílení svých pozic, protože to naznačovaly průzkumy veřejného mínění. Nakonec se SDĽ téměř nedostala do parlamentu a byla nucena odejít do opozice. Za svou velkou politickou chybu označil rozhodnutí jít v roce 1994 do předčasných voleb i tehdejší předseda SDĽ Peter Weiss, který v roce 2000 řekl: "Vždy budu litovat, že jsem uvěřil výzkumům volebních preferencí a souhlasil s předčasnými volbami."

## Předsedové
- 1990–1996 Peter Weiss
- 1996–2001 Jozef Migaš
- 2001–2002 Pavel Koncoš
- 2002–2004 Ľubomír Petrák (do roku 2003 zastupující)